# 张军 (计算机科学家)
张军，计算机科学学者，主要从事云计算、数据挖掘、智能传感网络等方面的研究工作。入选中华人民共和国教育部“长江学者”特聘教授。
2002年5月，获香港城市大学博士学位。2004年7月任教于中山大学，2005年1月升为副教授，2006年12月升为教授，2007年9月为博士生导师。曾任中山大学超级计算学院院长。后任教于华南理工大学计算机科学与工程学院，2017年7月起任院长。2019年2月14日，因篡改研究生入学复试成绩，被停职接受调查；4月4日，被免去院长职务、解除聘用合同。